# Christian Nickel
Christian Nickel (* 1969 in Heilbronn) ist ein deutscher Schauspieler und Theaterregisseur.

## Leben
In Hamburg aufgewachsen, leistete Christian Nickel Zivildienst in einem Krankenhaus und hatte daraufhin den Wunsch, Arzt zu werden. Nach Mitwirkung in einigen Amateurinszenierungen entschloss er sich jedoch zu einer Ausbildung zum Schauspieler, die er an der Hochschule für Schauspielkunst „Ernst Busch“ Berlin absolvierte. Dort wurde er von Peter Stein entdeckt, unter dessen Regie Nickel 1997 in der Rolle des Primislaus in Franz Grillparzers Tragödie Libussa sein Bühnendebüt bei den Salzburger Festspielen gab. Im selben Jahr wurde er ans Schauspiel Frankfurt engagiert. Weitere Stationen seiner Bühnenlaufbahn waren für mehrere Jahre das Wiener Burgtheater, ferner das Residenztheater in München, das Schauspiel Köln, das Frankfurter Theater am Turm sowie in Berlin das Maxim-Gorki-Theater und das Berliner Ensemble. Seit 2012 ist Nickel am Theater in der Josefstadt verpflichtet.
Einige von Nickels Rollen waren die Titelrolle in Peer Gynt von Henrik Ibsen und die männliche Titelfigur in William Shakespeares Drama Romeo und Julia. Daneben war er in Lady Windermeres Fächer von Oscar Wilde, Vor Sonnenuntergang von Gerhart Hauptmann oder einer Bühnenfassung des Romans Frühstück bei Tiffany von Truman Capote zu sehen. Große Bekanntheit als Bühnenschauspieler erlangte Nickel im Jahr 2000 auf der Expo in Hannover, als er innerhalb weniger Wochen für Bruno Ganz in Peter Steins Faust-Projekt zusätzlich zu seiner eigenen Rolle als junger Faust auch die Titelrolle in der 21-stündigen Inszenierung übernahm. 2006 und 2014 wirkte er bei den Nibelungenfestspielen in Worms mit. 2016 spielte Nickel bei den Bad Hersfelder Festspielen den John Proctor in Arthur Millers Hexenjagd, 2017 die Titelrolle in Martin Luther – Der Anschlag.
Seit 2003 arbeitet Christian Nickel auch als Regisseur und inszenierte an Bühnen in Hamburg, Karlsruhe, Salzburg und Stuttgart sowie bei den Luisenburg-Festspielen in Wunsiedel. Für das Wiener Burgtheater setzte er eine Fassung seiner Kollegin Dorothee Hartinger des Romans Die Wand von Marlen Haushofer für die Bühne um; diese Inszenierung läuft seit 2012 regelmäßig auf der Feststiege des Wiener Burgtheaters.
Selten sind Nickels Ausflüge vor die Kamera. 1999 spielte er in der Romanverfilmung Der Vulkan, 2004 war er als Bürgermeister in Joseph Vilsmaiers Kinofilm Bergkristall zu sehen, 2005 verkörperte Nickel Ernst Speer in dem dreiteiligen Doku-Drama Speer und Er. Ferner war er in der Vergangenheit gelegentlich als Hörspielsprecher tätig.
Christian Nickel lebt derzeit in Wien.

## Filmografie
- 1999: Der Vulkan
- 2001: Johann Wolfgang von Goethe: Faust I
- 2001: Johann Wolfgang von Goethe: Faust II
- 2002: Bibi Blocksberg
- 2004: Bergkristall
- 2005: Speer und Er
- 2007: Viel Lärm um nichts
- 2008: König Lear
- 2009: Summertime Blues

## Hörspiele
- 1997: Bauern, Bonzen und Bomben – Autor: Hans Fallada – Regie: Jürgen Dluzniewski
- 1997: Alias Mandelstam – Autorin: Kerstin Hensel – Regie: Kerstin Hensel und Friedrich Schenker

## Auszeichnungen
- 2016: Großer Hersfeld-Preis für seine Rolle als John Proctor in Hexenjagd von Arthur Miller
- 2017: Großer Hersfeld-Preis für seine Darstellung des Martin Luther in dem Stück Martin Luther – Der Anschlag von Dieter Wedel
- 2018: Zuschauerpreis der Bad Hersfelder Festspiele für seine Rolle als Peer Gynt in Peer Gynt
- 2020 Theaterpreis Hamburg – Rolf Mares gemeinsam mit Stephan Benson für ihre Darstellung als ungleiches Brüderpaar in Bruder Norman im Theater Polittbüro in Hamburg-St. Georg